# Navur
Navur (en arménien Նավուր) est une communauté rurale du marz de Tavush, en Arménie. Elle compte 1 157 habitants en 2008.